# 七曲殿 (浅野長勝の妻)
七曲殿（ななまがりどの、? ‐ 慶長8年4月18日（1603年5月28日））は、戦国時代の女性。浅野長勝の妻。名はふくと伝わる。父は杉原家利。姉に朝日殿、兄に杉原家次。
長勝との間に子はいないが、朝日殿の子、寧々、長生院、安井重継の子浅野長政を養子としている。
寧々と木下藤吉郎（のちの豊臣秀吉）の結婚の際は、姉の朝日殿が実娘の結婚に反対したものの、長勝は賛成して寧々を養女に迎えて結婚の形式を整えた。これにより浅野家は出世するようになる。
天正3年（1575年）の長勝の死後も生きており、文禄3年（1594年）の大坂城二の丸にて能の興行でも姉・朝日殿とともにわた五十把をもらっている。
慶長8年（1603年）4月17日には養女・高台院が、豊国神社にて七曲殿の病平癒祈祷をしている。翌日に死去。
戒名は雲亮院宝林妙瑜大姉。位牌・肖像画が高台寺にある。

## 演じた女優
- 『青春太閤記 いまにみておれ!』 - 演：東竜子（ふく）
- 『亭主の好きな柿8年』 - 演：宝生あやこ（むめ）
- 『おんな太閤記』 - 演：三條美紀（こひ[1]）
- 『利家とまつ〜加賀百万石物語〜』 - 演：八千草薫[2]（たえ）
- 『寧々〜おんな太閤記』 - 演：志乃原良子（こひ）